# بيت الجرادي (بني حشيش)

تعديل مصدري - تعديل

بيت الجرادي هي إحدى قرى عزلة عيال مالك بمديرية بني حشيش التابعة لمحافظة صنعاء، بلغ تعداد سكانها 532 نسمة حسب تعداد اليمن لعام 2004.